# Juno Awards 2011
I Juno Awards 2011 (40ª edizione) si sono tenuti a Toronto il 26 e 27 marzo 2011.

## Categorie

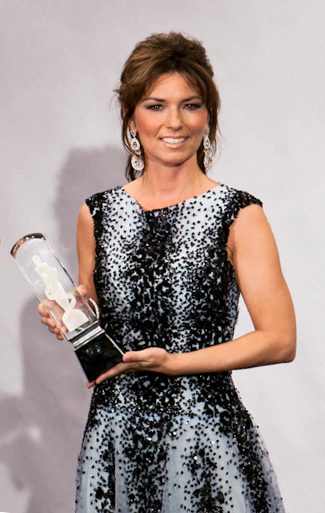
Shania Twain ai Juno Awards del 2011. In quell'occasione fu inserita nella Canadian Music Walk of Fame.

Lista parziale (sono incluse le categorie più importanti). In grassetto sono indicati i vincitori.

### Artista dell'anno
- Neil Young
- Justin Bieber
- Drake
- Sarah McLachlan
- Johnny Reid

### Gruppo dell'anno
- Arcade Fire
- Broken Social Scene
- Down with Webster
- Great Big Sea
- Three Days Grace

### Artista rivelazione dell'anno
- Meaghan Smith
- Bobby Bazini
- Basia Bulat
- Caribou
- Hannah Georgas

### Gruppo rivelazione dell'anno
- Said the Whale
- Die Mannequin
- Hollerado
- Misteur Valaire
- My Darkest Days

### Juno Fan Choice Award
- Justin Bieber
- Michael Bublé
- Drake
- Hedley
- Johnny Reid

### Cantautore dell'anno
- Arcade Fire
- Drake
- Hannah Georgas
- Sarah McLachlan
- Royal Wood

### Album dell'anno
- Arcade Fire - The Suburbs
- Justin Bieber - My World 2.0
- Johnny Reid - A Place Called Love
- Hedley - The Show Must Go
- Drake - Thank Me Later

### Album di musica alternative dell'anno
- Arcade Fire - The Suburbs
- Tokyo Police Club - Champ
- Karkwa - Les Chemins de verre
- Broken Social Scene - Forgiveness Rock Record
- Owen Pallett - Heartland

### Album di musica elettronica dell'anno
- Caribou - Swim
- Crystal Castles - (II)
- Chilly Gonzales - Ivory Tower
- Holy Fuck - Latin
- Poirier - Running High

### Album internazionale dell'anno
- Katy Perry - Teenage Dream
- Kesha - Animal
- Lady Antebellum - Need You Now
- Eminem - Recovery
- Taylor Swift - Speak Now

### Album pop dell'anno
- Justin Bieber - My World 2.0
- Bobby Bazini - Better in Time
- Faber Drive - Can't Keep a Secret
- Sarah McLachlan - Laws of Illusion
- Down with Webster - Tim to Win, Vol. 1

### Album rock dell'anno
- Matthew Good - Vancouver
- Cancer Bats - Bears, Mayors, Scraps & Bones
- Die Mannequin - Fino + Bleed
- Finger Eleven - Life Turns Electric
- Hail the Villain - Population: Declining

### Singolo dell'anno
- Young Artists for Haiti - Wavin' Flag
- Drake - Find Your Love
- k.d. lang - Hallelujah (Vancouver Winter 2010)
- Classified - Oh...Canada
- Hedley - Perfect